# Compagnia del Turismo di Porto Rico
La Compagnia del Turismo di Porto Rico (in spagnolo Compañía de Turismo de Puerto Rico, in inglese Puerto Rico Tourism Company, abbreviata in PRTC) è un ente pubblico responsabile di stimolare, promuovere e regolare lo sviluppo dell'industria del turismo sull'isola.
Questo programma mira a formare dipendenti e aziende nel settore turistico per elevare la qualità del servizio.